# 斉藤アリス
斉藤 アリス（さいとう アリス、1988年4月3日 - ）は、日本のファッションモデル、ジャーナリスト。バークインスタイル所属。

## 来歴・人物
- イギリス・ロンドン出身で、日本・愛知県豊明市で育つ。父がオーストリア人、母が日本人。父は世界的にヒットした玩具「モーラー」の開発者[2]。留学経験はあるものの日本育ちであり、中身は日本人だという[3]。
- 星城中学校・高等学校卒業後、明治大学農学部食料環境政策学科在学中より、ファッションモデルとして活躍。同大学卒業後、ロンドンの美術大学院にてファッションジャーナリズムを専攻し、修士号を取得。
- ライターとして、「Hanako」、「CREA」、「an・an」などで連載、執筆を行う。通常の自分のブログとは別に、ヨーロッパ中の著名カフェを自ら訪れて紹介するブログを開設している。
- モデル兼ライターとして、“衣・食・住”全般に関する多くの情報発信を行う。「食べロググルメ著名人」15メンバーの1人であり[4]、「ハナコラボ」では所長を務めインフルエンサー達を束ねる。
- 趣味はバレエ、農作業。
- 西尾市にある母親の実家は日本庭園やプール付き400坪の大豪邸である。
- 2020年8月、公式ブログで事務所を移籍したことを報告[5]。
- 2021年2月、所属事務所のYouTube公式チャンネル内で「アリスの部屋 Alice’s Room」コーナーを開始[6]。
- 2021年12月13日、結婚したことを自身のInstagramにて明らかにした[7]。

## 著作

### 著書
- 『斉藤アリスのときめきカフェめぐり』（2017年、エイ出版社）

### 連載
- 『斉藤アリスのちょいロハ講座』（2015年8月 - 、i‐Voce）

## 出演

### 雑誌
- MORE
- Oggi
- non-no
- an・an
- BAILA
- SPUR
- SAVVY
- オレンジページ
- 美的
- MAQUIA
- VOCE
- ar
- Domani
- re-questQJ
- その他、大人LOOKS!、花時間、ランドネ、ゼクシィ、きれいの魔法、25ansウェディング、グレイスフルウェディング、Ocappa、Snip Style等

### SHOW
- 「銀座ランウェイ」
- 「表参道コレクション」
- 「KURAUDIA」
- 「TOKYO COLLECTION 2009-10 A&W - Creator's Park"Mikio Sakabe"」
- 「KOBE COLLECTION 2009-10 A&W」

### テレビ
- ウーマン・オン・ザ・プラネット（2015年2月21日 - 3月28日、日本テレビ）
- 林先生の新番組!グサッとアカデミア〜林修が教える女の現実学〜（2015年10月4日、日本テレビ）
- 今田・陣内のドラゴンクエスチョン（2016年2月21日、読売テレビ）
- 解決!ナイナイアンサー2時間SP（2016年3月29日、日本テレビ）
- ハラホリ(2015年10月2日・2016年5月6日、BS朝日）
- 今夜くらべてみました（2016年5月10日、日本テレビ)
- Abema Wave(2016年5月27日、AbemaTV）
- 有吉ジャポン（2016年8月12日、TBS)
- モシモノふたり〜タレントが“おためし同居生活”してみました〜（2016年10月26日、フジテレビ）※アンガールズ・田中卓志と共演
- 踊る!さんま御殿!!（2017年6月27日、日本テレビ）

### スチル
- 名古屋商業施設「タカシマヤ ゲートタワーモール」（2016年）

## 作品

### DVD
- LOVELOVELOVE「夕焼けルーシー/マッシュ」